# Noris Herrera
Pour les articles homonymes, voir Herrera.
Noris Herrera est une « combattante sociale » et une femme politique vénézuélienne née le 6 août 1971. Elle est ministre des Communautés et des Mouvements sociaux entre le 4 septembre 2020 et 3 mars 2022.

## Carrière
Selon la chaîne de télévision publique Venezolana de Televisión, repris par l'encyclopédie hispanophone en ligne consacrée à la politique Poderopedia, Noris Herrera est une « combattante sociale » de la paroisse civile de San Juan à Caracas, la capitale du pays. Elle est membre de la direction politique du Parti socialiste unifié du Venezuela.
Le 4 septembre 2020, le président Nicolas Maduro la nomme ministre des Communautés et des Mouvements sociaux en remplacement de Blanca Eekhout. Le 3 mars 2022, l'ancien ministre des Productions Jorge Arreaza la remplace dans ce ministère.

## Vie privée
En juillet 2020, elle a déclaré devoir combattre contre le Covid-19 auquel elle a été déclarée positive. 